# Toryumon
La Toryumon (闘龍門?, Tōryūmon) è una federazione fondata in Messico nel 1997 dal wrestler giapponese Yoshihiro Asai, meglio conosciuto come Ultimo Dragon.
Il nome Toryumon corrisponde all'espressione linguistica giapponese "登龍門" (Tōryūmon) che significa "porta del drago volante" e, passando dall'inglese "gateway to success" (uscita, porta del successo) diventa nell'espressione comune della lingua italiana "strada, via del successo".
Toryumon, a volte anche citata come Último Dragón Gym venne anche indicata come "università", "palestra", od anche "ginnasio" (gym, abbreviazione di "gymnasium").

## Storia

### Toryumon Mexico
Nel 1997 Yoshihiro Asai fondò ed organizzò questa federazione con gli stessi principi di un'università e con lo scopo di dare ai giovani aspiranti lottatori l'opportunità di apprendere le tecniche della Lucha Libre messicana senza condizioni di altezza o di peso e dando così l'opportunità di parteciparvi anche ai lottatori che dalla maggior parte delle federazioni giapponesi sarebbero stati rifiutati perché considerati troppo piccoli od inadatti al puroresu, cosa che accadde allo stesso Asai nei suoi primi anni di carriera.

Asai suddivise questa scuola in classi di apprendimento ed in cui i migliori lottatori che riuscivano a "diplomarsi" debuttavano nel wrestling professionistico.
Nel luglio del 2004 Asai lasciò la sede messicana portando con sé il nome della federazione (Toryumon) ed i suoi marchi (che erano coperti dai diritti d'autore) ed i lottatori e funzionari rimasti decisero di adottare il nome Dragon Gate e di continuare nelle tradizioni di Toryumon. Da allora Asai ha continuato a promuovere gli eventi di Toryumon principalmente in Messico e con qualche spettacolo occasionale anche in Giappone.
Dragon Gate è il nome della nuova federazione aperta da Asai nello stesso anno.

### Toryumon Japan
Nel 1999, quando il successo della promozione stava già dando ai giovani lottatori un buon riscontro in Messico e Giappone ed incominciava a farsi strada anche negli Stati Uniti, si decise di aprire una filiale a Tokyo che prese il nome di Toryumon Japan. 

Questa filiale utilizzò gli stessi eventi già organizzati in Messico come i pay-per-view (PPV) "Vamonos Amigos" e "Revolucion", il torneo "Numero Uno League" e riconobbe i titoli NWA World Welterweight Championship e UWA World Trios Championship. 

Toryumon Japan cessò definitivamente le attività nel 2004.

### Toryumon 2000 Project
Verso la fine del 2001 fu aperta una seconda classe di lottatori che, al contrario di Toryumon Japan, fu addestrata in Messico e con uno stile di lotta diverso dalla precedente. 

Una particolarità di Toryumon 2000 Project (T2P) fu quella di essere la prima ad utilizzare un ring a sei lati, cosa poi ripresa da Asistencia Asesoría y Administración e Total Nonstop Action Wrestling. 

Dopo una serie di casi in cui i lottatori di questa filiale passavano a Toryumon Japan e vice versa essi furono messi a confronto nel PPV dell'8 settembre 2002 e vista la maggior parte delle vittorie ottenute dalla sezione giapponese, Toryumon 2000 Project fu chiuso nel gennaio del 2003 e buona parte dei suoi lottatori confluì in Toryumon Japan.

### Toryumon X
Nell'agosto del 2003 prese il via Toryumon X, una terza promozione composta da studenti laureatisi in Messico e che ebbe lo scopo di separare gli stili di lotta di Toryumon 2000 e Toryumon Japan. Toryumon X aveva una maggiore enfasi incentrata sullo stile della lucha libre rispetto al mix collettivo degli altri progetti. 

Per povertà di booking, decisioni sbagliate e l'ovvia inesperienza dei talenti, Toryumon X però non prese mai piede e nonostante fosse in programma uno spettacolo organizzato per il mese di settembre del 2004 la filiale fu chiusa nei primi mesi dello stesso anno.

## Titoli
Nel corso della sua esistenza Toryumon creò un solo proprio titolo (Ultimo Dragon Gym Championship) che fu disputato dal 2003 al 2004.
Toryumon Mexico riutilizzò brevemente due titoli precedentemente appartenuti alla federazione Universal Wrestling Association e di cui uno è oggi ancora in uso presso Wrestle-1, mentre la filiale giapponese (Toryumon Japan) promosse una serie di campionati già esistenti ed acquistati dai precedenti proprietari oppure riattivati dopo la chiusura di altre federazioni.
Altri titoli furono ripresi od inseriti negli eventi di Toryumon Mexico dopo il 2004.
| Titolo                                               | Debutto in Toryumon | Ritiro           | Note   |
| ---------------------------------------------------- | ------------------- | ---------------- | ------ |
| Ultimo Dragon Gym Championship                       | 22 aprile 2003      | 5 luglio 2004    | [ 7 ]  |
| British Commonwealth Junior Heavyweight Championship | 14 dicembre 1999    | 7 dicembre 2003  | [ 8 ]  |
| NWA World Welterweight Championship                  | 6 febbraio 1999     | 10 febbraio 2007 | [ 9 ]  |
| NWA International Light Heavyweight Championship     | 3 marzo 2002        | 6 maggio 2002    | [ 10 ] |
| NWA International Junior Heavyweight Championship    | 4 marzo 2007        | 19 luglio 2010   | [ 11 ] |
| UWA World Welterweight Championship                  | 11 maggio 2003      | 9 settembre 2004 | [ 12 ] |
| UWA World Trios Championship                         | 18 maggio 2001      | 2004             | [ 6 ]  |

## Tornei
| Tornei            | Ultimo vincitore                              | Data |
| ----------------- | --------------------------------------------- | ---- |
| Suzuki Cup        | Alex Koslov, Marco Corleone and Ultimo Dragon | 2008 |
| Young Dragons Cup | Angélico                                      | 2010 |
| Yamaha Cup        | Angélico and Último Dragón                    | 2012 |